# Martin Retov
Martin Retov (født 5. maj 1980) er en tidligere dansk fodboldspiller og kommende cheftræner for Hvidovre IF.
Han spillede som aktiv for Rishøj Boldklub, Køge Boldklub, Brøndby IF, AC Horsens og tyske Hansa Rostock. Sidenhen startede han sin trænerkarriere som assistent for AGF's U/17-hold, inden han blev assistent for Brøndby IF's U/17-hold.

## Klubkarriere
Matin Retov spillede i Brøndby IF med nummer 9 på midtbanen, og sammen med Brøndby IF vandt han et dansk mesterskab og tre gange den danske pokalturnering. Han blev kåret til årets spiller i Brøndby IF i år 2004. Han blev i sommeren 2008 solgt til den tyske 2. Bundesliga-klub Hansa Rostock, hvor han også senere blev udnævnt til anfører. Efter at klubben rykkede ned i 3. Liga i sommeren 2010 blev han dog fritstillet af klubben.
Den 6. juli 2010 blev Retov præsenteret på en to-årig kontrakt som ny spiller i Superliga-klubben AC Horsens, hvor han forblev, til han opgav den aktive karriere i sommeren 2015.

## Trænerkarriere

### AGF
Efter at have opgivet sin aktive spillerkarriere blev han i august 2015 præsenteret som ungdomstræner i AGF.

### Brøndby IF
I april 2016 blev det annonceret, at Retov returnerede til Brøndby IF nu som træner. Han blev udpeget som ny træner for U/17-holdet. Efter Tamás Bódog forlod rollen som assistenttræner for Brøndby IF's førstehold, blev Retov ny midlertidig assistenttræner i marts 2017. Han skrev under på en kontrakt gældende frem til sommeren 2017. I maj 2017 blev aftalen så gjort permanent.
Da Alexander Zorniger blev fyret den 18. februar 2019, blev Retov indsat som ny midlertidig cheftræner for den resterende del af sæsonen. Han fik Matthias Jaissle som assistenttræner. Efter Niels Frederiksens ansættelse som cheftræner i Brøndby blev Retov igen assistenttræner.
Retov fungerede som 1. assistent for både Niels Frederiksen og efterfølgende Jesper Sørensen frem til sommeren 2024.

### AC Horsens
Den 18. marts 2024 blev det annonceret, at Martin Retov efter sæsonen 2023-2024 ville stoppe i Brøndby IF, da han havde takket ja til cheftrænerjobbet i en anden af sine tidligere klubber, AC Horsens i 1. division.